# Modena Football Club 1962-1963
Questa voce raccoglie le informazioni riguardanti il Modena Football Club nelle competizioni ufficiali della stagione 1962-1963.

## Stagione
Nella stagione 1962-1963 il Modena tornò a disputare il campionato di Serie A per la prima volta dal 1949. Esonerato Malagoli nel mese di dicembre, in panchina si sedette Frossi: gli emiliani riuscirono a conquistare la salvezza, pareggiando contro l'Inter all'ultima giornata.

## Rosa
| N. |                           | Ruolo | Calciatore         |
| -- | ------------------------- | ----- | ------------------ |
|    | Italia (bandiera)         | P     | Luigi Balzarini    |
|    | Italia (bandiera)         | P     | Giuseppe Gaspari   |
|    | Italia (bandiera)         | D     | Francesco Aguzzoli |
|    | Italia (bandiera)         | D     | Costanzo Balleri   |
|    | Italia (bandiera)         | D     | Giuseppe Barucco   |
|    | Italia (bandiera)         | D     | Giordano Cattani   |
|    | Italia (bandiera)         | D     | Bruno Garzena      |
|    | Germania Ovest (bandiera) | C     | Albert Brülls      |
|    | Italia (bandiera)         | C     | Michele Chirico    |
|    | Brasile (bandiera)        | C     | Cinesinho          |

| N. |                      | Ruolo | Calciatore       |
| -- | -------------------- | ----- | ---------------- |
|    | Italia (bandiera)    | C     | Lamberto Giorgis |
|    | Italia (bandiera)    | C     | Gianni Goldoni   |
|    | Argentina (bandiera) | C     | Rubens Merighi   |
|    | Italia (bandiera)    | C     | Angelo Ottani    |
|    | Italia (bandiera)    | C     | Giorgio Tinazzi  |
|    | Italia (bandiera)    | C     | Ivo Vetrano      |
|    | Italia (bandiera)    | A     | Lorenzo Bettini  |
|    | Italia (bandiera)    | A     | Oliviero Conti   |
|    | Italia (bandiera)    | A     | Enrico Pagliari  |
|    | Italia (bandiera)    | A     | Giuseppe Gallo   |

## Risultati

### Serie A

#### Girone di andata
| Arbitro: | Sbardella (Roma) |

|              |           |                         |
| A.Milani 50’ | Marcatori | 62’ Tinazzi 77’ Vetrani |

| Arbitro: | Grignani (Milano) |

|               |           |          |
| Cinesinho 45’ | Marcatori | 33’ Bean |

| Arbitro: | Di Tonno (Lecce) |

|                          |           |  |
| Orlando 33’ Lojacono 42’ | Marcatori |  |

| Arbitro: | Campanati (Milano) |

|             |           |  |
| Merighi 20’ | Marcatori |  |

| Arbitro: | De Marchi (Pordenone) |

|                                                            |           |             |
| Pascutti 2’, 50’, 79’ Nielsen 43’, 56’, 85’ Bulgarelli 67’ | Marcatori | 60’ Goldoni |

| Modena 21 ottobre 1962, ore 15:30 UTC+1 6ª giornata | Modena            | 0 – 0 | Mantova | Stadio Braglia\| Arbitro: \| Righetti (Torino) \| |
| Arbitro:                                            | Righetti (Torino) |       |         |                                                   |

| Arbitro: | Samani (Trieste) |

|                                        |           |             |
| Mencacci 46’, 60’ Raffin 89’ Bartù 90’ | Marcatori | 23’ Bruells |

| Arbitro: | De Robbio (Torre Annunziata) |

|              |           |  |
| Pagliari 52’ | Marcatori |  |

| Arbitro: | Francescon (Padova) |

|                          |           |                          |
| Giorgis 48’ Pagliari 89’ | Marcatori | 23’ Del Vecchio 51’ Mora |

| Arbitro: | Campanati (Milano) |

|                                    |           |                  |
| Szymaniak 18’ Milan 30’ Prenna 34’ | Marcatori | 73’, 80’ Balleri |

| Arbitro: | Gambarotta (Genova) |

|             |           |  |
| Micheli 20’ | Marcatori |  |

| Arbitro: | Adami (Roma) |

|  |           |                             |
|  | Marcatori | 14’ Gentili 90’ Christensen |

| Arbitro: | D'Agostini (Roma) |

|                         |           |             |
| Del Sol 21’ Miranda 23’ | Marcatori | 72’ Goldoni |

| Arbitro: | Sebastio (Taranto) |

|                                                 |           |  |
| Cinesinho 7’ Pagliari 76’ Conti 81’ Bettini 84’ | Marcatori |  |

| Arbitro: | De Robbio (Torre Annunziata) |

|                          |           |                          |
| Borjesson 14’ Sereni 65’ | Marcatori | 43’ Pagliari 66’ Bettini |

| Modena 6 gennaio 1963, ore 15:30 UTC+1 16ª giornata | Modena          | 0 – 0 | Inter | Stadio Braglia\| Arbitro: \| Rigato (Mestre) \| |
| Arbitro:                                            | Rigato (Mestre) |       |       |                                                 |

| Modena 13 gennaio 1963, ore 15:30 UTC+1 17ª giornata | Modena           | 0 – 0 | L.R. Vicenza | Stadio Braglia\| Arbitro: \| Sbardella (Roma) \| |
| Arbitro:                                             | Sbardella (Roma) |       |              |                                                  |

#### Girone di ritorno
| Arbitro: | Jonni (Macerata) |

|                                            |           |  |
| Malatrasi 9’ (aut.) Conti 16’ Pagliari 70’ | Marcatori |  |

| Arbitro: | Francescon (Padova) |

|             |           |           |
| Germano 21’ | Marcatori | 68’ Conti |

| Arbitro: | Angonese (Mestre) |

|            |           |                                           |
| Goldoni 4’ | Marcatori | 10’ Angelillo 43’ Leonardi 89’ Manfredini |

| Arbitro: | D'Agostini (Roma) |

|                        |           |  |
| Danova 87’ Ferrini 90’ | Marcatori |  |

| Arbitro: | Lo Bello (Siracusa) |

|  |           |             |
|  | Marcatori | 89’ Nielsen |

| Arbitro: | Adami (Roma) |

|                                    |           |  |
| Sormani 5’, 56’ (rig.) Recagni 79’ | Marcatori |  |

| Arbitro: | Lo Bello (Siracusa) |

|                       |           |            |
| Bruells 12’ Conti 41’ | Marcatori | 54’ Raffin |

| Arbitro: | Campanati (Milano) |

|          |           |           |
| Toro 49’ | Marcatori | 15’ Conti |

| Arbitro: | Angelini (Firenze) |

|                                                   |           |  |
| Mora 12’ (rig.) Altafini 52’ Sani 65’ Barison 80’ | Marcatori |  |

| Arbitro: | Adami (Roma) |

|                                                |           |             |
| Bruells 10’ Pagliari 36’ Conti 52’, 63’ (rig.) | Marcatori | 90’ Petroni |

| Arbitro: | Jonni (Macerata) |

|           |           |  |
| Conti 48’ | Marcatori |  |

| Arbitro: | Lo Bello (Siracusa) |

|                              |           |                    |
| Magistrelli 42’ Da Costa 50’ | Marcatori | 81’ (aut.) Gardoni |

| Modena 21 aprile 1963, ore 15:30 UTC+1 30ª giornata | Modena              | 0 – 0 | Juventus | Stadio Braglia\| Arbitro: \| Francescon (Padova) \| |
| Arbitro:                                            | Francescon (Padova) |       |          |                                                     |

| Arbitro: | Campanati (Milano) |

|  |           |                          |
|  | Marcatori | 25’ Pagliari 61’ Bruells |

| Arbitro: | D'Agostini (Roma) |

|                           |           |  |
| Cinesinho 67’ Bruells 70’ | Marcatori |  |

| Milano 19 maggio 1963, ore 15:30 UTC+1 33ª giornata | Inter               | 0 – 0 | Modena | Stadio San Siro\| Arbitro: \| Francescon (Padova) \| |
| Arbitro:                                            | Francescon (Padova) |       |        |                                                      |

| Arbitro: | Carminati (Milano) |

|             |           |  |
| Vinicio 18’ | Marcatori |  |

## Statistiche

### Statistiche di squadra
| Competizione | Punti | In casa | In casa | In casa | In casa | In casa | In casa | In trasferta | In trasferta | In trasferta | In trasferta | In trasferta | In trasferta | Totale | Totale | Totale | Totale | Totale | Totale | DR  |
| Competizione | Punti | G       | V       | N       | P       | Gf      | Gs      | G            | V            | N            | P            | Gf           | Gs           | G      | V      | N      | P      | Gf     | Gs     | DR  |
| ------------ | ----- | ------- | ------- | ------- | ------- | ------- | ------- | ------------ | ------------ | ------------ | ------------ | ------------ | ------------ | ------ | ------ | ------ | ------ | ------ | ------ | --- |
| Serie A      | 30    | 17      | 8       | 6       | 3       | 22      | 11      | 17           | 2            | 4            | 11           | 14           | 36           | 34     | 10     | 10     | 14     | 36     | 47     | -11 |
| Coppa Italia |       | -       | -       | -       | -       | -       | -       | 1            | 0            | 0            | 1            | 0            | 3            | 1      | 0      | 0      | 1      | 0      | 3      | -3  |
| Totale       |       | 17      | 8       | 6       | 3       | 22      | 11      | 18           | 2            | 4            | 12           | 14           | 39           | 35     | 10     | 10     | 15     | 36     | 50     | -14 |

### Statistiche dei giocatori
| Giocatore    | Serie A  | Serie A | Coppa Italia | Coppa Italia | Totale   | Totale |
| Giocatore    | Presenze | Reti    | Presenze     | Reti         | Presenze | Reti   |
| ------------ | -------- | ------- | ------------ | ------------ | -------- | ------ |
| F. Aguzzoli  | 29       | 0       | 1            | 0            | 30       | 0      |
| C. Balleri   | 24       | 2       | -            | -            | 24       | 2      |
| L. Balzarini | 19       | -32     | 1            | -3           | 20       | -35    |
| G. Barucco   | 30       | 0       | 1            | 0            | 31       | 0      |
| L. Bettini   | 13       | 2       | -            | -            | 13       | 2      |
| A. Bruells   | 27       | 4       | 1            | 0            | 28       | 4      |
| G. Cattani   | 8        | 0       | 1            | 0            | 9        | 0      |
| M. Chirico   | 9        | 0       | -            | -            | 9        | 0      |
| Cinesinho    | 20       | 3       | -            | -            | 20       | 3      |
| O. Conti     | 23       | 8       | 1            | 0            | 24       | 8      |
| G. Gallo     | 5        | 0       | -            | -            | 5        | 0      |
| B. Garzena   | 20       | 0       | 1            | 0            | 21       | 0      |
| G. Gaspari   | 15       | -15     | 1            | 0            | 16       | -15    |
| L. Giorgis   | 6        | 1       | 1            | 0            | 7        | 1      |
| G. Goldoni   | 26       | 3       | 1            | 0            | 27       | 3      |
| R. Merighi   | 15       | 1       | -            | -            | 15       | 1      |
| A. Ottani    | 32       | 0       | 1            | 0            | 33       | 0      |
| E. Pagliari  | 24       | 6       | -            | -            | 24       | 6      |
| G. Tinazzi   | 22       | 1       | 1            | 0            | 23       | 1      |
| I. Vetrano   | 7        | 1       | 1            | 0            | 8        | 1      |